# Árgushal
Az árgushal (Scatophagus argus) a sugarasúszójú halak (Actinopterygii) osztályának sügéralakúak (Perciformes) rendjébe, ezen belül az árgushalfélék (Scatophagidae) családjába tartozó faj.

## Előfordulása
Az árgushal elterjedési területe az indo-csendes-óceáni térség. Élőhelye, Japántól Pápua Új-Guineán keresztül, Délkelet-Ausztráliáig terjed. Közkedvelt akváriumi hal is.
E halfajt szépsége és kíváncsisága miatt tartják. Testfelépítésben hasonlít a diszkoszhalak (Symphysodon), de nem olyan érzékeny, mint ők. A kifejlett példányok csak a brakk- és sósvizet tűrik, de az ivadék az édesvízben is megél. A melegebb vízhőmérsékletet kedveli, körülbelül 21-28 Celsius-fokos vízben érzi jól magát. Akváriumban való tartásuk nagyon könnyű. Az ivadék a kisebb akváriumokban is megvan, de növekedése során, ha egyéb halfajok is vannak mellette, nagyobb akváriumot igényel. Szűk helyen, az akváriumi társait bántalmazza.

## Megjelenése
Az árgushal kétféle színváltozatban található meg, zöldben és vörösben. Mindkét színű halon fekete foltok, pöttyök vannak.

## Életmódja
Ez a halfaj mindenfélét megeszik. Növényi és állati eredetű táplálékot, törmelékeket, fagyasztott haleledelt, de még az akváriumban levő növényeket is. Táplálkozás közben sokat pazarolnak, emiatt a nagyon jó szűrőberendezés kell az akváriumhoz. Minél idősebb a fogságban tartott árgushal, annál tisztábban kell tartani a vízét, mivel a sós vízben a táplálékból lebomlott fehérjék mérgező anyagokat állítanak elő. Az árgushal társas hal, jobb ha fajtársakkal van körülvéve.

## Fogyaszthatósága
A természetes élőhelyén, az emberek megeszik ezt a halfajt. Kifogásakor és feldolgozásakor ügyelni kell, mivel testének elülső részén, kis, mérgező tüskék vannak, amelyek megérintése fájdalmat, vagy akár ájulást is okozhatnak. A legjobb gyógymódszer, a mérge ellen, a forró víz.

## Képek a fajról

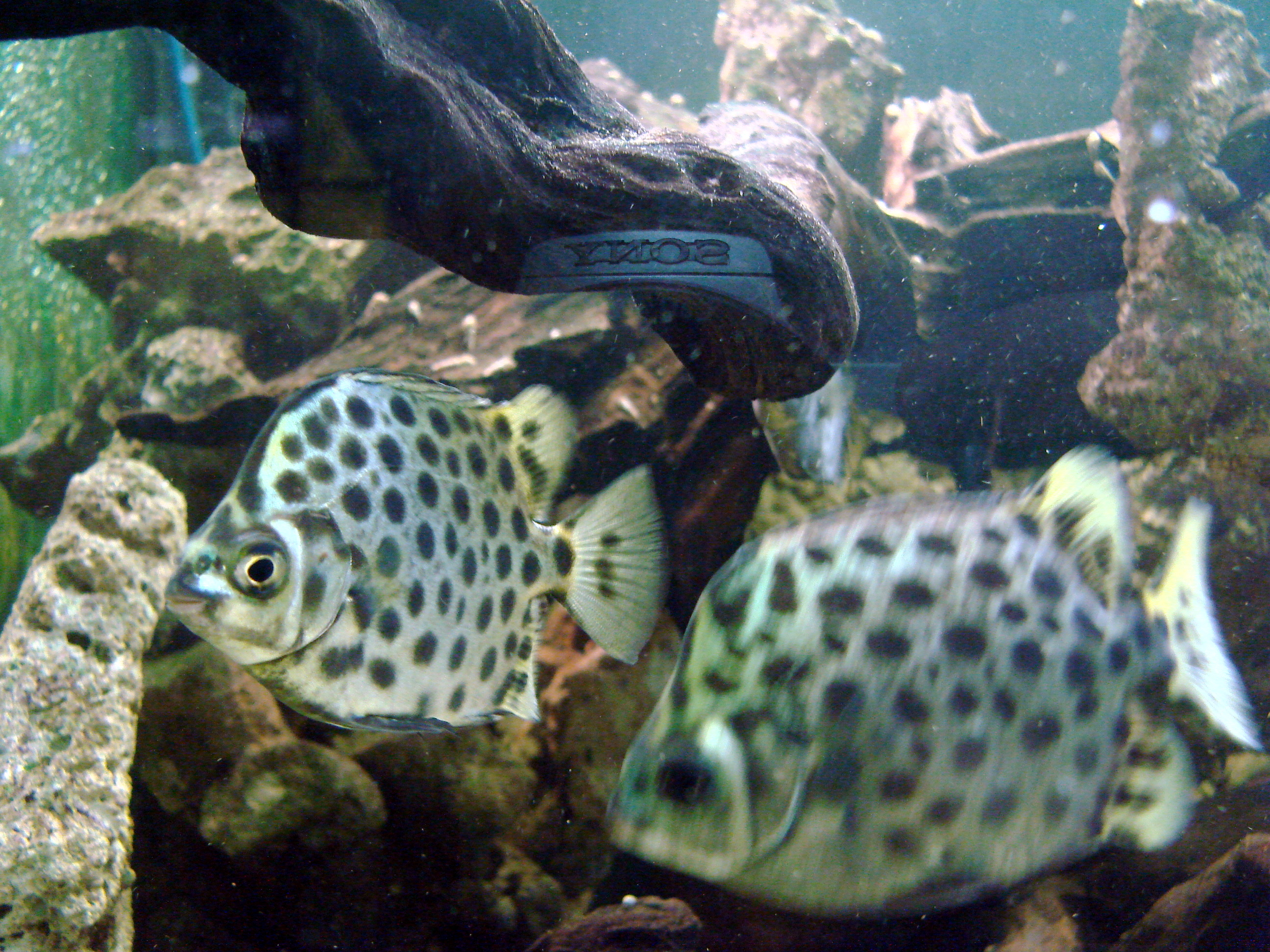
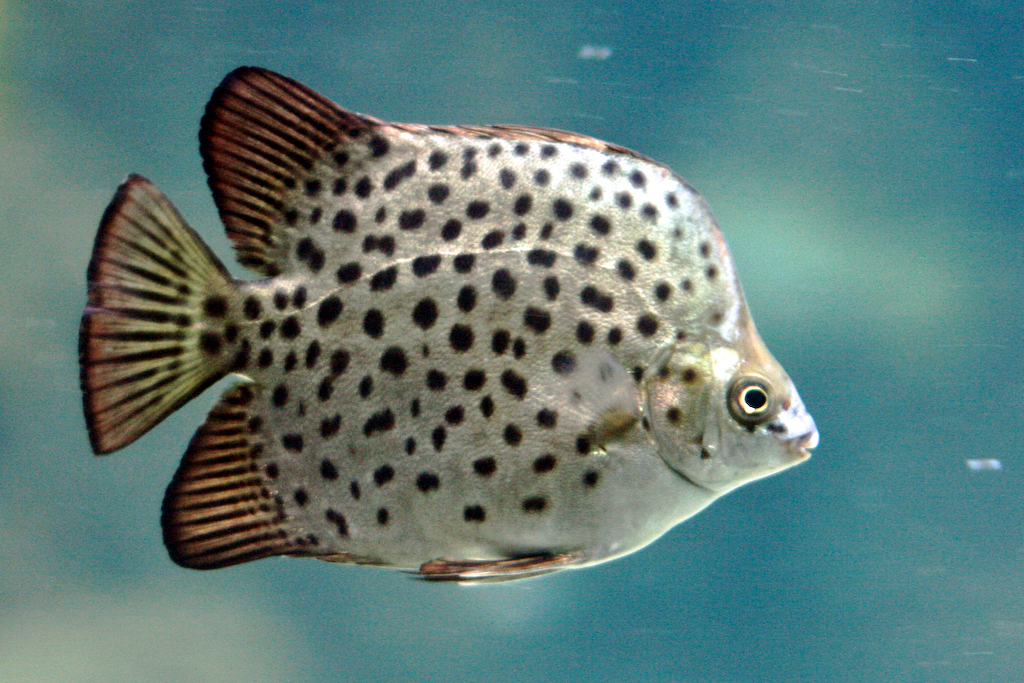

## Fordítás
- Ez a szócikk részben vagy egészben  a   Scatophagus argus című angol Wikipédia-szócikk fordításán alapul.  Az eredeti cikk szerkesztőit annak laptörténete sorolja fel. Ez a jelzés csupán a megfogalmazás eredetét és a szerzői jogokat jelzi, nem szolgál a cikkben szereplő információk forrásmegjelöléseként.